# Rhaphuma testaceiceps
Rhaphuma testaceiceps är en skalbaggsart som beskrevs av Maurice Pic 1915. Rhaphuma testaceiceps ingår i släktet Rhaphuma och familjen långhorningar.
Artens utbredningsområde är Taiwan. Inga underarter finns listade i Catalogue of Life.